# Рада Балевска
Рада Кънчева Балевска е български учен и зооинженер, един от най-авторитетните и изтъкнати учени в областта на аграрните науки в България, част от инициаторите за преобразуване на овцевъдството след 1944 година, съосновател на висшето аграрно образование в България, зам.-министър на земеделието.

## Биография
Рада Балевска е родена на 19 март 1903 година в Угърчин като десетото дете в семейството на Велика Голийкова и Кънчо Балевски Даскала, произхождащ от угърчинския клон на големия охридски род Балевски. През 1923 г. завършва Ловешкото държавно педагогическо училище „Княз Борис Търновски“. Работи като учителка в Угърчин (1923 – 1924). Завършва Агрономо-лесовъдния факултет на Софийския университет (1929). Работи като учител-агроном в Земеделското стопанско училище „Боруш“ в Крушето, Горнооряховско (1929 – 1931), първата жена-директор на Допълнителното земеделско училище в Долна баня, Ихтиманско (1931 – 1933). На 9 юни 1933 г. е уволнена за комунистическа дейност.
През 1934 г. емигрира в СССР, където живее 11 години. През 1943 г. завършва аспирантура в Казанския държавен зоотехнически институт „Николай Бауман“, редовен доцент в катедра „Частна зоотехника“, старши научен сътрудник и кандидат на селскостопанските науки в Горкиевската зоотехническа опитна станция.
През 1945 г. се завръща в България и е преподавател в Агрономо-лесовъдния факултет на Софийския университет. По нейна инициатива към университета са разкрива Зоотехническият факултет. Доцент и първата жена-професор в България от 1948 г., завеждащ Катедра „Дребни животни“, Катедра „Овцевъдство“, заместник-декан на Зоотехническия факултет. Инициатор за създаването и основен автор на първата национална програма за преустройство на овцевъдството в страната. В периода 1948 – 1979 г. ръководи 4 научни колектива за създаване на нови породи овце в Южна България. Заместник-министър на земеделието (1951). Ректор на Централната висша школа за подготовка на кадри за ТКЗС (1950 – 1951) и съосновател на Селскостопанския музей в София.
Народен представител и член на Президиума на IV и V обикновено народно събрание.
Проф. Рада Балевска е първи директор на Националния селскостопански музей (днес Земеделски музей) от 1970 г.
Автор на над 200 научни публикации по проблемите на вълнознанието, храненето, генетиката, развъждането, селекцията и развъждането на отделни породи овце. Работи в колектив с големия български писател и учен проф. Димитър Димов в изучаването хистоструктурата на кожата при тънкорунни овце.
През 1981 г. проф. Рада Балевска дарява цялото си имущество на Селскостопанския музей, София. През 1980 г. издава мемоарната книга „По каменистия път“.

## Награди
Проф. Рада Балевска е носител на многобройни национални и международни отличия в областта на аграрната наука.
- Орден „Георги Димитров“
- Орден „НРБ“ I ст.
- Орден „9.IX.1944“
- Звание „Герой на социалистическия труд“ и Орден „Георги Димитров“
- Лауреат на Димитровска награда
- Народен деятел на културата.